# Mohácsy Mátyás
Mohácsy Mátyás, született: Mahács Mátyás (Békéscsaba, 1881. március 12. – Budapest, 1970. április 6.) Kossuth-díjas (1949) gyümölcskertész, egyetemi tanár.

## Családja
Édesapja, Machács János szakmája tímármester volt, de tönkrement, s vállalkozás helyett alkalmazotti pályára ment, községi végrehajtó esküdt lett. A kertészkedéshez jól értett, s mellékfoglalkozásként ilyen munkákat is vállalt, szemezett, oltott a község gazdáinál. Vele együtt dolgozva tanulta meg fia, Mátyás is a kertészkedés alapjait.

## Pályafutása
Szülőhelyén szerezte meg elemi és középfokú végzettségét, majd 1897-ben Arad város ösztöndíjával a budapesti Kertészeti Tanintézet hallgatója lett, oklevelét 1900-ban kapta kézhez. 1901-től kisebb megszakításokkal 1911-ig külföldön tett tanulmányutakat (Svájc, Anglia, Franciaország, USA). 1912-től a Kertészeti Tanintézetben gyümölcstermesztési gyakorlatvezető volt, 1914-től a Földművelésügyi Minisztérium kertészeti ügyosztályára helyezték, majd Máramaros vármegyei gyümölcsösökben a növényvédelmet és gyümölcsértékesítést irányította. 1920-tól a Kertészeti Tanintézet gyümölcstermesztési előadója volt. 1928-ban a Kertészeti Tanintézetben tanár, 1930-tól 1939-ig az intézmény igazgatója. Mohácsy nevéhez és tevékenységéhez fűződik, hogy a Magyar királyi Kertészeti Tanintézet akadémiai rangra emelésével az 1939/40. tanévben megszületett a magyarországi önálló kertészeti felsőoktatás. Előbb a Magyar Királyi Kertészeti Akadémia igazgatójaként (1939–1943), majd az akadémia átszervezése nyomán a Kertészeti és Szőlészeti Főiskola kinevezett dékánjaként (1943–1945) irányította az első önálló kertészeti felsőoktatási intézményeket. Emellett 1923-tól 1943-ig a budapesti József Nádor Műszaki és Gazdaságtudományi Egyetem Mezőgazdaságtudományi Karán megbízott előadóként a kertészetet oktatta. A Magyar Agrártudományi Egyetem rektoraként (1948–1949), az első önálló agráregyetem vezetőjeként fejtett ki emlékezetre méltó munkásságot. 1954-től az Agrártudományi Egyetem gyümölcstermesztési tanszékének vezetője. 1949-ben Kossuth-díj kitüntetésben részesült. Korának legfejlettebb kertészeti tudományával bővítette az üzemi termelési ismereteket. Kezdeményezte Budatétényben a Kertészeti Kutató Intézet kifejlesztését. A Kertészeti Egyetem a kertészeti és szőlészeti tudományok díszdoktora címet adományozta neki.

## Könyvei
- ifj. Mohácsy Mátyás – Mohácsy Mátyás – Terts István – Kaplonyi Károly (lektor): A házikert gyümölcsöse. Budapest, Mezőgazdasági Kiadó, 1954
- Mohácsy Mátyás – Porpáczy Aladár: A szamóca, a málna és a szeder termesztése. Budapest, Mezőgazdasági Kiadó, 1957
- Mohácsy Mátyás – Porpáczy Aladár: A körte termesztése és nemesítése. Budapest, Mezőgazdasági Kiadó, 1958
- Mohácsy Mátyás - Maliga Pál - Gyúró Ferenc: A gyümölcsfák metszésének kézikönyve. Budapest, Mezőgazdasági Kiadó, 1968
- Mohácsy Mátyás - Gyümölcstermesztés házi-háztáji kertekben. Budapest, Mezőgazdasági Kiadó, 1968
- Kert a parlagon. Mohácsy Mátyás életútja a kertgazdaság szolgálatában. Budapest, Natura, 1970

## Emlékezete
- Az 1970-es évek közepén felavatták mellszobrát a Kertészeti Egyetem, ma Corvinus Egyetem felső arborétumában (Budapest, XI. kerület, Ménesi út). A szobor alkotója Jovánovics György.
- Nevét viseli a Budapesti Corvinus Egyetem Budai Campus (régi Kertészeti Egyetem) Mohácsy Mátyás Kollégiuma - 2045 Törökbálint, Kazinczy Ferenc utca 109.
- Az ő nevét vette fel a Mohácsy Mátyás Kertbarát Klub - Orosháza, Petőfi Művelődési Központ, 5900 Orosháza, Kossuth Lajos u. 1.
- Békéscsabán és Esztergomban utcát neveztek el róla.